# Jægersborg Slot
55°45′45.3″N 12°32′21.73″Ø / 55.762583°N 12.5393694°Ø
Jægersborg Slot var et slot, som den nuværende bydel Jægersborg voksede op omkring. Slottet, som oprindeligt hed Ibstrup Slot, blev opført i 1611 og nedrevet i 1761.

## Historie
Den tidligste bebyggelse på stedet hed Jepstorp – formodentlig opkaldt efter en grundlægger ved navn Jep. De første skriftlige vidnesbyrd fortæller, at stedet i 1300-tallet var pantsat til biskoppen i Roskilde, men i 1401 kom tilbage til kronen: Regenten var på daværende tidspunkt Margrete 1. Fra da af og i de næste 400 år fungerede stedet i det store hele som kongeligt jagtsted.
I middelalderen benævnes stedet efterhånden Ibstrup, og man ved, at der omkring år 1500 blev bygget til og moderniseret. Der er ikke megen viden om brugen af stedet i tiden før Frederik 2, men man ved, at han jævnligt opholdt sig på Ibstrup Slot.

### Ibstrup Slot
Det første egentlige slot på stedet blev opført af Christian 4. i 1611. Det var samtidig med opførelsen af Rosenborg, og de to slotte har lignet hinanden i størrelse og ved deres nederlandske renæssancestil.
Slottet blev derefter brugt af forskellige af kongehusets medlemmer som lyst- eller jagtslot. Landbrugsdriften, Ibstrup Ladegård, som dækkede store dele af Gentofte- og Ordrupområdet, var typisk bortforpagtet.
Midt i 1600-tallet hærgede først pesten og siden svenskekrigene i 1658-59 egnen. Slottet var snart i en elendig forfatning og ladegården i delvis økonomisk ruin. Det lykkedes alligevel at genrejse begge dele, ikke mindst ved hjælp fra en forpagter, oberst Henrik Ruse, som Frederik 3. tilkaldte.

### Jægersborg Slot
Den jagtglade kronprins Christian (den senere Christian 5.) overtog stedet. Da han skabte Jægersborg Dyrehave, lod han slottet omdøbe til Jægersborg Slot. Kongen anlagde også Jægersborg Allé, som forbandt slottet med Gyldenlund som lå ved det nuværende Charlottenlund Slot.
Den militære forlægning kom til slottet i 1717, hvor et kavaleriregiment overtog ladegården, og de gamle stalde blev ombygget til kavaleriets heste. I 1728 efter branden i København rømmedes nogle af Københavns kaserner til de husvilde, hvorefter nogle af Livgardens regimenter blev forlagt til Jægersborg.
I 1731 begyndte en renovering af det nedslidte slot, som aldrig var blevet helt udbedret efter krigen i 1659. Renæssancepræget forsvandt ved renoveringen, der fjernede de svungne gavle; det aflastede de medtagne ydermure. Bygningens grundplan blev ikke ændret.
Også jægerstaldene med et stort antal jagthunde var i meget dårlig stand, og i 1734 begynde opførelsen af en ny Jægergård, som skulle omslutte en firkantet gård med gennemkrydsende alleer. Jægergården blev tegnet af hofbygmester Lauritz de Thurah. Gården blev placeret foran slottet, men blev aldrig fuldført efter planen, dels på grund af økonomien, dels som følge af at Christian 6. i 1741 afskaffede parforcejagten, hvilket overflødiggjorde det store hundehold.

### Forfald og nedrivning
Selv om Frederik 5. genindførte parforcejagten og havde store renoverings- og udvidelsesplaner for slottet, blev det aldrig til noget. Den 18. november 1760 kom kongen til skade under en jagt, og det varede mere end et halvt år, før han kunne forlade Jægersborg Slot. Opholdet havde åbnet kongens øjne for slottets elendige tilstand, og han konkluderede, at en renovering var håbløs. I juni 1761 besluttede kongen at lade slottet rive ned.
Jagten fortsatte dog, men nu med udgangspunkt i Jægergården.

## I dag
Jægergården eksisterer stadig og er i dag fredet og udgør en del af Jægersborg Kaserne. Selve slottet lå lige mellem Jægergården, og hvor den nye kasernebygning ligger. Dets grundplan er tydeligt afmærket som et let hævet plateau.
I 2014 blev Jægersborghave indviet som et helt nyt plejehjem.